# شازيي إفجين
شازيي إفجين (بالتركية: Şaziye İvegin Üner)‏ مواليد 8 فبراير 1982 في تركيا، هي لاعبة كرة سلة تركية بدأت مسيرتها الاحترافية في سنة 1994. وتحمل الرقم 10. يبلغ طولها 5 قدم 11 بوصة (1.8 م). مثلت منتخب بلادها. شاركت في دورة الألعاب الأولمبية الصيفية سنة 2012.

## المسيرة الاحترافية
لعبت مع نادي فنربخشة لكرة السلة للسيدات من سنة 2004 إلى 2007، ثم لعبت مع بشكتاش لكرة السلة في الدوري التركي في موسم 2007–2008، ثم لعبت مع نادي فنربخشة في موسم 2010–2011.

## سجل المنافسة
شاركت في المنافسات التالية:
- الألعاب الأولمبية الصيفية 2012
- الألعاب الأولمبية الصيفية 2016
- كأس العالم لكرة السلة للسيدات 2014

## روابط خارجية
- شازيي إفجين على موقع الاتحاد الدولي لكرة السلة (الإنجليزية)
- شازيي إفجين على موقع كرة السلة الأوروبية.كوم (الإنجليزية)
- شازيي إفجين على موقع بروبوليرز (الإنجليزية)
- شازيي إفجين على موقع سبورتس رفرنس (الإنجليزية)
- شازيي إفجين على موقع أوليمبيديا (الإنجليزية)